# Крештеловаць
45°35′ пн. ш. 17°02′ сх. д. / 45.58° пн. ш. 17.03° сх. д.
Крештеловаць (хорв. Kreštelovac) — населений пункт у Хорватії, у Б'єловарсько-Білогорській жупанії у складі громади Дежановаць.

## Населення
Населення за даними перепису 2011 року становило 125 осіб.
Динаміка чисельності населення поселення: